# INS Vikrant (2013)
El INS Vikrant (sánscrito: víkrānta "valiente") es un portaaviones de la clase Vikrant construido por el astillero de Cochin Shipyard Limited para la Armada India, es el primer portaaviones construido en el país. El trabajo sobre el diseño del buque comenzó en 1999 y la quilla fue puesta en grada en febrero de 2009. El casco de la nave fue flotado fuera de su dique seco el 29 de diciembre de 2011 y botado en 2013. Fue asignado a la marina india el 29 de julio de 2022. El lema de la nave es जयेम सं युधि स्पृध:  (Jayema Sam Yudhi Sprdhah) en sánscrito, tomado del Rig-veda 1.8.3, que significa 'derroto a quienes se atrevan a pelear conmigo'.

## Diseño

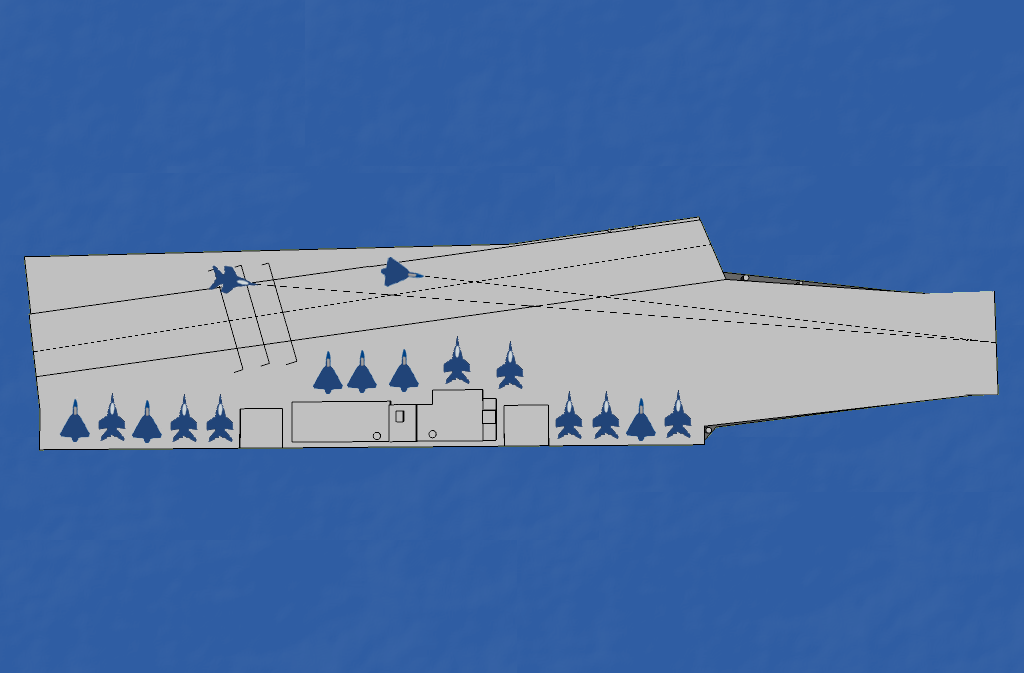
Un diagrama esquemático del INS Vikrant

El INS Vikrant es el primer portaaviones de la clase Vikrant. El buque tiene 262 metros de eslora, 60 metros de manga y desplaza alrededor de 40 000 toneladas métricas. Dispone de un sistema de despegue corto pero recobro mediante detención (STOBAR) configurado con una rampa ski-jump. La cubierta está diseñada para permitir que operen aeronaves como el MiG-29K. Se espera que lleve a un grupo aéreo de hasta treinta aeronaves, que incluirá hasta 20 aeronaves de ala fija, principalmente Mikoyan MiG-29K y la variante naval del HAL Tejas Mark 2, además de llevar 10 helicópteros Kamov Ka-31 o Westland Sea King. El Ka-31 cumplirá el rol de alerta temprana aerotransportada (AEW) y el Sea King ofrecerá la capacidad de guerra antisubmarina (ASW).
El Vikrant será propulsado por cuatro turbinas de gas General Electric LM2500 en dos ejes, generando más de 80 megavatios (110 000 cv) de potencia. Las cajas de cambio para los portaaviones fueron diseñadas y suministradas por Elecon Engineering.

## Construcción

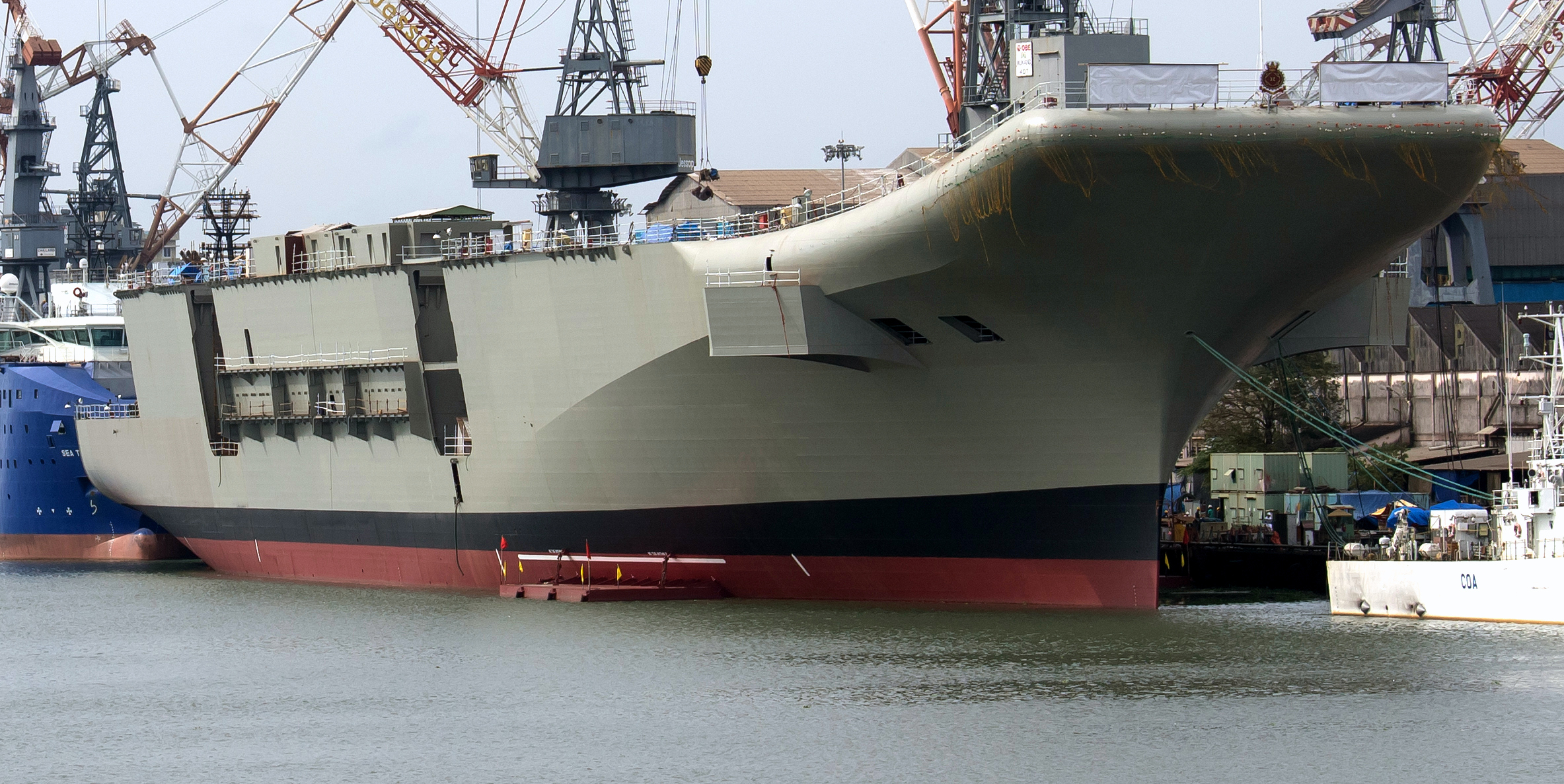
INS Vikrant durante su lanzamiento en agosto de 2013.

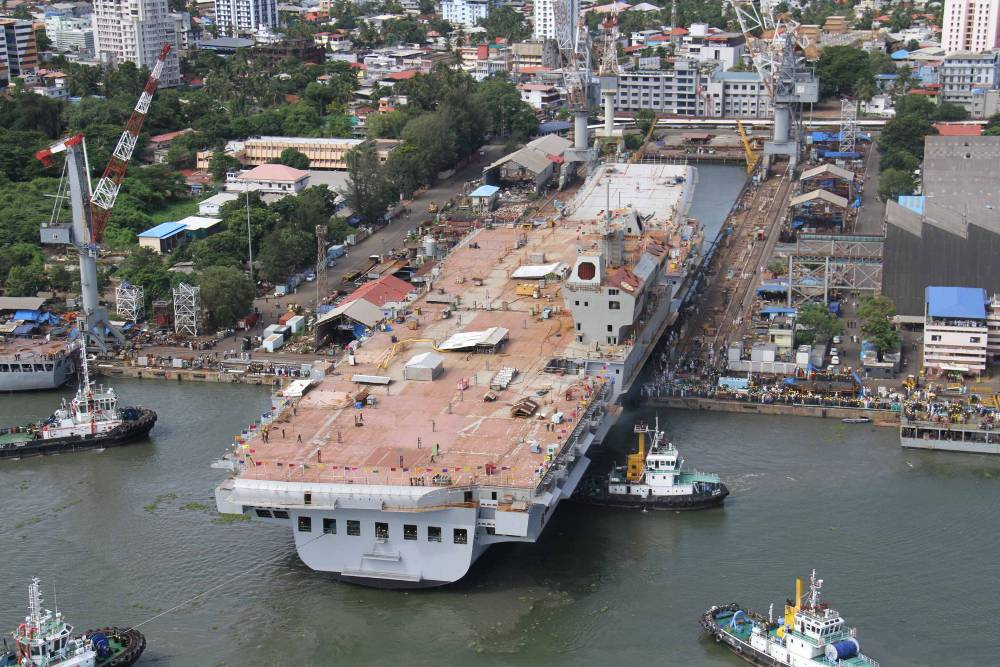
INS Vikrant durante su desacoplamiento en junio de 2015.

El Vikrant es el primer portaaviones en ser diseñado por la Dirección de Diseño Naval de la Armada India y el primer buque de guerra que será construido por el astillero de Cochín. Su construcción implicó la participación de un gran número de empresas privadas y públicas. La quilla fue puesta en grada por el ministro de Defensa, AK Antony, el 28 de febrero de 2009.
El acero grado AB/A que se suponía iba a ser suministrado desde Rusia se enfrentó a problemas en la entrega. Para resolver esto, el Laboratorio de Defensa para Investigaciones Metalúrgicas (DMRL) y el Órgano de Aceros de la India (SAIL) creó instalaciones para la fabricación de acero en la India. Según se informó, los tres aceros especiales para el casco, la cubierta de vuelo y los compartimentos del piso se fabricaron en las plantas de acero de Bhilai y de Rourkela. Debido a esto, este es el primer buque de la marina india que se construirá completamente con acero producido en el país. El conmutador principal, los mecanismos de dirección y escotillas estancas fueron fabricadas por Larsen and Toubro en Mumbai y Talegaon; los sistemas de aire acondicionado y de refrigeración de alta capacidad han sido fabricados en plantas de Kirloskar Group en Pune; la mayoría de las bombas han sido suministrados por Best and Crompton; Bharat Heavy Electricals (BHEL) supministró el sistema de gestión de plataforma integrada (IPMS), que está siendo instalado por Avio, una empresa italiana; la caja de cambios fue suministrada por Elecon; y los cables eléctricos están siendo suministrado por Nicco Industries.
El buque fue construido por construcción modular, con 874 bloques unidos entre sí para el casco. En el momento que la quilla fue puesta en grada, se habían completado 423 bloques que pesaban más de 8000 toneladas. El plan de construcción previsto para el portaaviones era que se botara en 2010 y desplazaría unas 20 000 toneladas, con un desplazamiento más grande no podría ser alojado en la bahía de construcción. Se planificó para que después del desarrollo de aproximadamente un año en el dique seco, el portaaviones sería botado cuando todos los componentes principales, incluyendo los sistemas submarinos, estarían en su sitio. El equipamiento se llevaría a cabo después de su botadura. Según el Comité del Gabinete de Seguridad (CCS), las pruebas de mar se planificaron inicialmente para 2013 y la nave sería asignada en 2014.
En marzo de 2011, se informó de que el proyecto había sido afectado por el retraso en la entrega de las principales cajas de cambio para el portaaviones. El proveedor, Elecon Engineering, lo atribuyó a tener que trabajar en torno a una serie de complejidades técnicas debido a la longitud de los ejes de propulsión. Otras cuestiones derivadas de los retrasos incluyeron un accidente con un generador diesel y un problema con su alineación. En agosto de 2011, el Ministerio de Defensa informó al Lok Sabha que el 75% los trabajos de construcción para el casco se habían completado y el portaaviones sería botado por primera vez en diciembre de 2011, tras lo cual se completarían las obras adicionales hasta la puesta en servicio. El 29 de diciembre de 2011, el casco terminado del portaaviones fue flotado fuera de su dique seco en CSL, con un desplazamiento en más de 14 000 toneladas. Los trabajos en el interior y las conexiones en el casco se llevarían a cabo hasta la segunda mitad de 2012, cuando volvería a dique seco para su integración con los sistemas de propulsión y de generación de energía.
En julio de 2012, The Times of India informó que la construcción de Vikrant se había retrasado por tres años, y el buque estaría listo para su asignación en 2017. Más tarde, en noviembre de 2012, NDTV reportó que el costo del portaaviones había aumentado y la entrega se había retrasado por al menos cinco años y se espera que sea entregado a la Armada de la India sólo después de 2018, en comparación con la fecha prevista de entrega de 2014. Han comenzado los trabajos para la próxima etapa, que incluye la instalación del sistema de propulsión integrados.

### Botadura

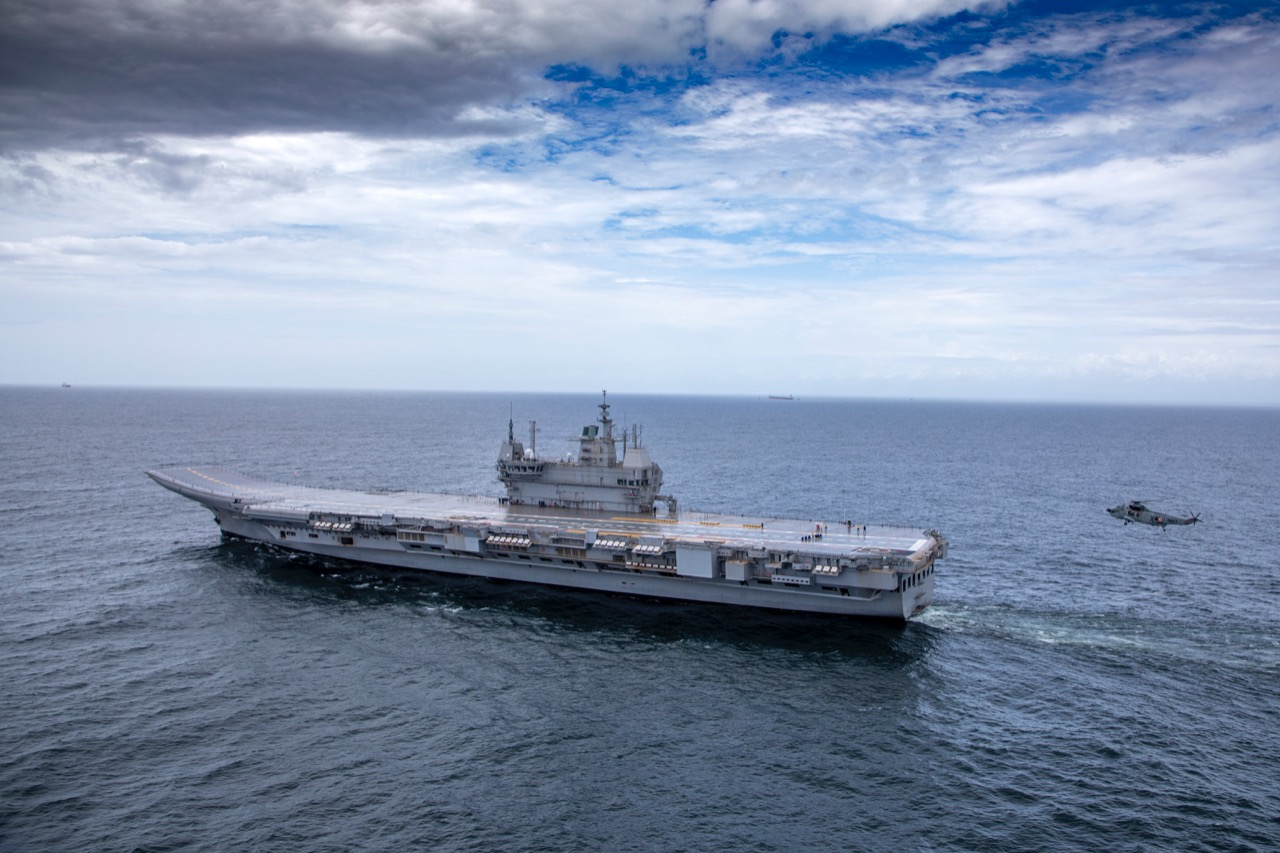
El INS Vikrant en 2021.

En julio de 2013, el ministro de defensa A. K. Antony anunció que el Vikrant sería botado el 12 de agosto en el astillero de Cochín. El buque fue amadrinado por su esposa, Elizabeth Antony, el 12 de agosto de 2013.
De acuerdo con el vicealmirante Robin Dhowan, se ha completado alrededor del 83% del trabajo de fabricación y el 75% de los trabajos de construcción. Dijo que el 90% del casco del portaaviones había sido diseñado y fabricado en la India, alrededor del 50% del sistema de propulsión y alrededor del 30% de su armamento. También dijo que el buque estaría equipado con un sistema de misiles de largo alcance con radar multifunción y un sistema de armamento de proximidad (CIWS). Después de la botadura, el Vikrant fue re-atracado para su segunda fase de construcción, en la que el buque será equipado con varias armas y sensores, el sistema de propulsión, la cubierta de vuelo y se integrará el complejo de aeronaves. Las pruebas de mar se iniciaron en 2021 y el buque fue incluido en la Marina en julio de 2022.